# Salome (1923)
Salome ist ein US-amerikanisches Historiendrama von Charles Bryant aus dem Jahr 1923. Die amerikanisch-spanische Coproduktion für die Filmgesellschaft Nazimova Productions der Hauptdarstellerin Alla Nazimova in Szene setzte. Vorlage für diesen Stummfilm war die einaktige Tragödie von Oscar Wilde, die 1893 mit Illustrationen von Aubrey Beardsley veröffentlicht worden war. Wie sie löste auch der Film erheblichen moralischen Aufruhr aus.

## Handlung
Salome, Stieftochter des judäischen Tetrarchen Herodes Antipas, will den gefangen gehaltenen Propheten Jochanaan sehen und verliebt sich in ihn. Weil Jochanaan auf ihre Verführungsversuche nicht eingeht und ihr einen Kuss verweigert, sinnt Salome auf Rache: Sie will für Herodes, der für sie mehr als nur stiefväterlich empfindet, den „Tanz der Sieben Schleier“ tanzen, dafür fordert sie den Kopf Jochanaans in einer silbernen Schüssel. Herodes versucht vergeblich, Salomé umzustimmen, doch da er einen Schwur geleistet hat, lässt er Salome tanzen und Jochanaan enthaupten. Als Salome die Schüssel mit Jochanaans abgeschlagenem Kopf gereicht wird, küsst sie, lasziv triumphierend, dessen Mund. Herodes wendet sich angewidert ab und gibt den Befehl, auch Salome zu töten.

## Hintergrund
„Salome“ ist die Stummfilmversion der Tragödie von Oscar Wilde, deren Drehbuch Natascha Rambowa, die Frau des berühmten Schauspielers Rudolph Valentino, unter dem Pseudonym Peter M. Winters verfasst hat. Sie entwarf auch die opulenten Dekors und die Kostüme. Als Vorlage für die Dekors dienten die Illustrationen von Aubrey Beardsley in der gedruckten Ausgabe des Wilde’schen Stückes. Für die Kostüme wurden teuerste Materialien von der Maison Lewis aus Paris bezogen. Das Budget der Produktion belief sich auf $ 350.000.
Die Photographie besorgte Charles van Enger, assistiert von Paul Ivano und dem Standphotographen Arthur F. Rice.
“Salome” hatte am 31. Dezember 1922 in New York Premiére. In die amerikanischen Kinos kam der Film aber erst ab dem 15. Februar 1923. Er lief auch in Frankreich, wo er zuerst am 8. März 1924 in Paris gezeigt wurde. Außerdem kam es zu Aufführungen in Spanien, Portugal, Finnland und sogar in Brasilien und Japan, dort bereits am 16. November 1923.
Angeblich – Kenneth Anger bekräftigte das Gerücht – ließ Nazimova verbreiten, der Film sei als Hommage an Oscar Wilde mit einer aus Bi- und Homosexuellen bestehenden Besetzung produziert worden, und löste damit einen ungeheuren Skandal aus. Auch wegen seiner offenen Darstellung von Homosexualität wurde der Film stark zensiert; als besonders anstößig empfanden die Zensoren die Vermischung von „Dekadent-Perversem“ mit biblischen Figuren und Motiven.

## Rezeption
Der Film wurde kommerziell ein völliger Misserfolg, da er das Durchschnittspublikum überforderte, und bedeutete das Ende der Karriere von Frau Nazimova als Filmproduzentin. Lange fand sich auch kein Verleih, da “„Salome“ als Amerikas erster Kunstfilm gehandelt [wurde]. Als er nach einem Jahr im Schrank endlich einen Verleih gefunden hatte, war das amerikanische Publikum eher gelangweilt als schockiert. „Salome“ galt als Kuriosität und wurde vergessen” Erst die kleine, unabhängige Firma Allied Producers and Distributors Corporation. übernahm den Vertrieb.
Salome wurde rezensiert in The New York Times vom 1. Januar 1923, in Variety am 5. Januar 1923, in Film Daily vom 7. Januar 1923 und im New Republican Nr. 33 vom 24. Januar 1923 von Thomas Craven (S. 225).
In der öffentlichen Diskussion kam der Film nicht gut davon. The New Republican schrieb: »Entwürdigend und unintelligent. Nazimova versucht sich an einer Rolle, für die sie keinerlei Qualifikation besitzt […] Wie sehr sie sich auch bemüht, sie kann nicht verführerisch sein [...] Die tödliche Verlockung des Sexus, die Wildes Stück wie ein schleichendes Gift durchdringt, wird in dem Augenblick ausgetrieben, in dem man ihrer knabenhaften Gestalt gewahr wird.«
Andere hingegen erkannten die künstlerische Vision, die hinter dem Projekt steckte und reagierten entsprechend. So hieß es im Life Magazine: »Die Personen, die für Salomé verantwortlich sind, verdienen von ganzer Seele die Dankbarkeit eines jeden, der an die Möglichkeiten des Films als Kunst glaubt.«.

## Rekonstruktion, Wiederaufführungen
Salome wurde 1989 auf dem International Festival of Lesbian and Gay films in New York aufgeführt, 1990 beim New York Gay Experimental Film Festival.
1993 wurde „Salome“ durch das George Eastman House wiederentdeckt und rekonstruiert.
Der Film wurde 2000 von der Library of Congress in Washington ausgewählt, um als „culturally, historically, or aesthetically significant“ in die United States National Film Registry aufgenommen zu werden.
Der Kulturkanal Arte strahlte den Film am 28. Januar 2008 um 23.50 Uhr im deutschen Fernsehen mit einer neuen Musik von Filmkomponist Marc-Olivier Dupin aus, der auch die Orchesteraufnahme dirigierte.
Auch bei den StummfilmMusikTagen in Erlangen wurde „Salome“  mit der Musik von Marc-Olivier Dupin aufgeführt, die hier live von Musikern des Erlanger Musikinstitutes unter Leitung von Stefan Hippe gespielt wurde.
Am 15. Juli 2003 wurde „Salome“ zusammen mit dem Avantgardefilm “Lot in Sodom” (James Sibley Watson und Melville Webber, 1933) auf DVD veröffentlicht.
2013 lief der Film auf dem Ojai Music Festival in Ojai, Kalifornien, wo die Gruppe The Bad Plus live eine Musikbegleitung zu dem Film improvisierte.